# Philip D. McCulloch
Philip Doddridge McCulloch (* 23. Juni 1851 in Murfreesboro, Tennessee; † 26. November 1928 in Marianna, Arkansas) war ein US-amerikanischer Politiker. Zwischen 1893 und 1903 vertrat er den ersten Wahlbezirk des Bundesstaates Arkansas im US-Repräsentantenhaus.

## Werdegang
Philip McCulloch besuchte private Schulen in Trenton im Gibson County in Tennessee. Danach besuchte er in derselben Stadt das Andrew College. Nach einem Jurastudium und seiner im Jahr 1872 erfolgten Zulassung als Rechtsanwalt begann er in Trenton in seinem neuen Beruf zu praktizieren. Im Februar 1874 zog er nach Marianna in Arkansas, wo er ebenfalls als Anwalt arbeitete.
Im Jahr 1878 wurde McCulloch Staatsanwalt im ersten Gerichtsbezirk des Staates Arkansas. Dieses Amt übte er bis 1884 aus. Politisch war er Mitglied der Demokratischen Partei. Zwischen 1875 und 1893 fungierte er als Parteivorsitzender im Lee County. Im Jahr 1875 war er zum Bürgermeister von Marianna gewählt worden, wobei er dieses Amt jedoch nicht annahm. McCulloch war auch im Schulrat dieser Stadt. Im Jahr 1890 war er Delegierter auf dem Parteikonvent der Demokraten von Arkansas.
1892 wurde er im ersten Distrikt von Arkansas in das US-Repräsentantenhaus in Washington, D.C. gewählt, wo er am 4. März 1893 William H. Cate ablöste. Nachdem er bei den folgenden vier Kongresswahlen jeweils wiedergewählt worden war, konnte McCulloch bis zum 3. März 1903 fünf Legislaturperioden im Kongress absolvieren. Im Vorfeld der Wahlen des Jahres 1902 verzichtete er auf eine weitere Kandidatur. In den folgenden Jahren arbeitete McCulloch wieder als Rechtsanwalt in Marianna, wo er im Jahr 1928 verstarb.